# Megasanoixus bimaculatus
Megasanoixus bimaculatus is een eenoogkreeftjessoort uit de familie van de Lichomolgidae. De wetenschappelijke naam van de soort is voor het eerst geldig gepubliceerd in 1871 door Hesse.